# Maria Antônia de Nápoles e Sicília
Maria Antônia de Nápoles e Sicília (em italiano: Maria Antonia Teresa Amalia Giovanna Battista Francesca Gaetana Maria Anna Lucia di Borbone; Caserta, 14 de dezembro de 1784 - Aranjuez, 21 de maio de 1806), foi a primeira esposa de Fernando, Príncipe das Astúrias, futuro rei Fernando VII da Espanha, e Princesa das Astúrias de 1804 até sua morte. Era filha do rei Fernando IV de Nápoles e III da Sicília e de Maria Carolina da Áustria.

## Família
Maria Antônia nasceu no dia 14 de dezembro de 1784 no Palácio Real de Caserta, Nápoles. Era a décima segunda filha, a oitava menina, de Fernando IV de Nápoles e III da Sicília. Pertencia à Casa de Bourbon-Duas Sicílias através de seu pai, do ramo italiano da Casa de Bourbon, espanhola. Era descendente do rei Luís XIV da França na linhagem masculina, através de seu neto o rei Filipe V da Espanha. A mãe de Maria Antônia, a arquiduquesa Maria Carolina da Áustria, era filha da imperatriz Maria Teresa da Áustria e irmã mais velha da rainha Maria Antonieta da França, a qual Maria Antônia recebeu o seu nome em homenagem. Uma testemunha descreveu-a nas seguintes palavras: "a Princesa das Astúrias é uma digna neta de Maria Teresa da Áustria e parece ter herdado o seu carácter e também as suas virtudes".

## Casamento

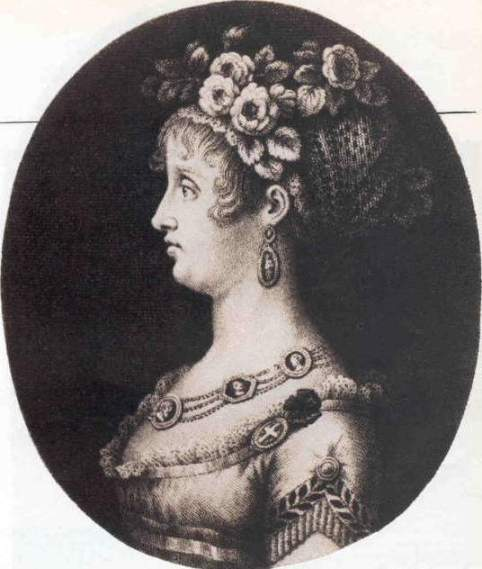
Princesa Maria Antônia

Em uma dupla aliança Maria Antônia contraiu matrimônio com Fernando, Príncipe das Astúrias, futuro Fernando VII da Espanha, a 6 de outubro de 1802 em Barcelona, ao mesmo tempo que seu irmão mais velho, o príncipe herdeiro Francisco de Nápoles, se casava com a irmã de Fernando, a infanta Maria Isabel de Bourbon.

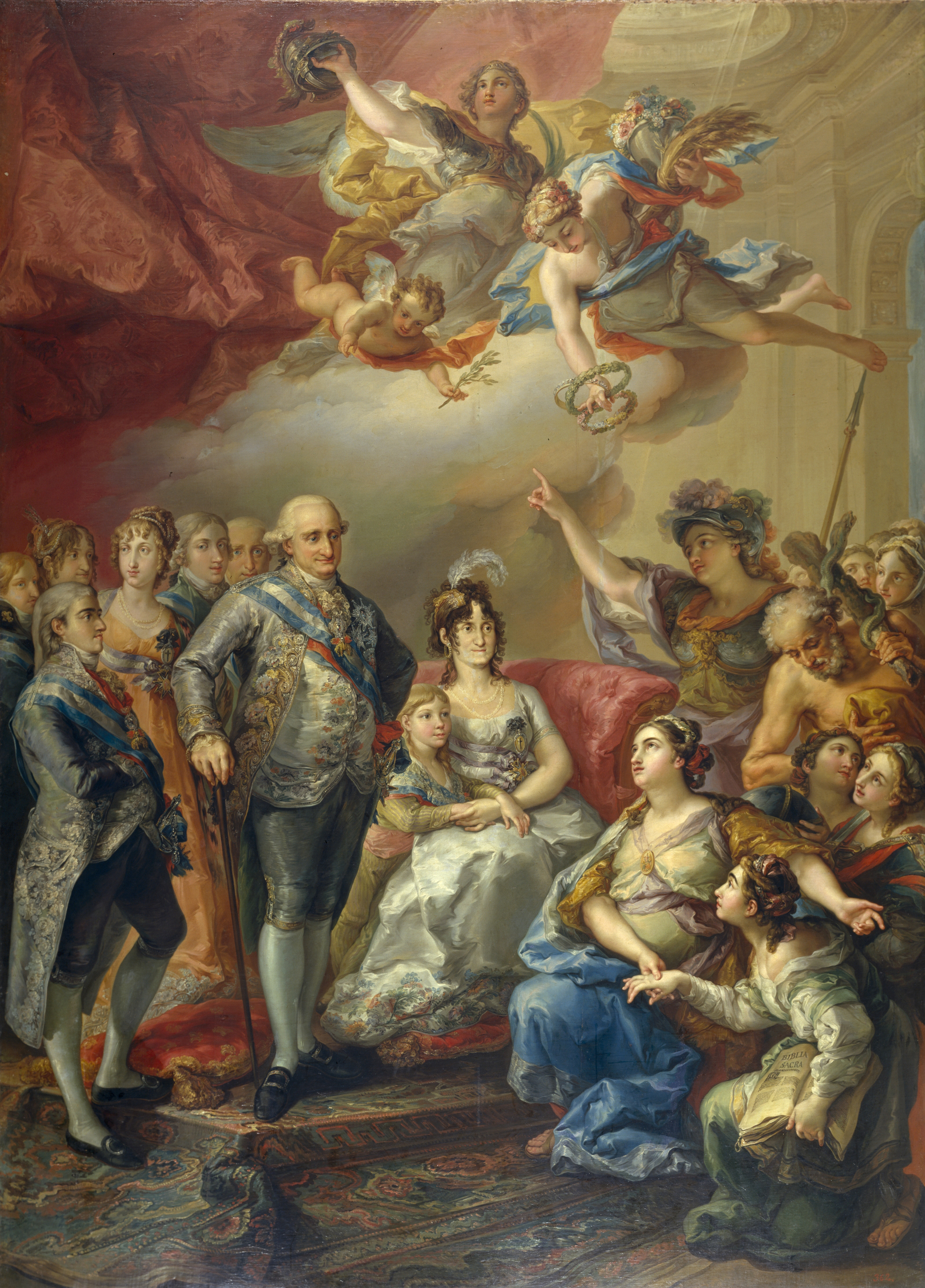
Maria Antônia (quarta à esquerda),
juntamente com o resto da família real espanhola, visita a Universidade de Valência em 1802, pouco depois do seu casamento. Óleo de Vicente López Portaña.

Sabemos pelas cartas que ela enviou para sua mãe e para outras pessoas, ela diz que o príncipe Fernando lhe causou uma grande decepção tanto por sua aparência física e seu comportamento. "Não há nada aqui que me agrade, porque o príncipe não faz nada mudar para melhor. Ele está sempre fazendo nada, indo e voltando pela casa e não querendo ouvir nada de sensato, sempre frio, sem fazer algo agradável, nem mesmo divertido", escreveu ela. E imediatamente apareceu o problema da impotência sexual do príncipe - provocada pela macrogenitossomia (desenvolvimento precoce e excessivo dos órgãos genitais) sofrida -, que a princesa só contou à mãe. Quase um ano levou o príncipe para consumar seu casamento. Por fim, "ele já é um marido", escreveu ela a rainha Maria Carolina. Depois disso, ela começou a melhorar sua visão do marido e de sua vida no tribunal, embora continuasse a reclamar do controle da rainha Maria Luísa sobre ela e suas atividades. 
Após a consumação de seu casamento, Maria Antônia ficou grávida em 1804 e em 1805, com ambas gestações resultando em aborto. Sua mãe, após a execução de sua irmã e seu cunhado durante a Revolução Francesa, adotou uma política totalmente anti-francesa. Ela também se opunha fortemente à expansão militar da república francesa. Enquanto a Espanha se tornava mais facilmente dominada por Napoleão Bonaparte, havia rumores de que Maria Carolina queria que sua filha envenenasse a rainha da Espanha e Manuel Godoy, o primeiro-ministro da Espanha. No entanto, como a maioria dos rumores venenosos do período, é improvável que seja verdade, até porque as duas mulheres eram muito religiosas e porque os laços da corte espanhola com a França de Bonaparte não eram maiores ou menores do que outros países da Europa. A sogra de Maria Antônia, a rainha Maria Luísa, não gostava da nora e encorajava os rumores de envenenamento, submetendo seus livros e roupas a inspeção a fim de desacreditar ainda mais sua nora. Apesar de toda essa contra sua imagem, Maria Antônia conseguiu ganhar influência considerável sobre o marido e criou um partido de oposição contra a rainha Maria Luísa e Godoy.

## Morte
Depois de sofrer seu segundo aborto em agosto de 1805, a saúde da princesa deteriorou-se severamente. Ela morreu de tuberculose em 21 de maio de 1806 no Palácio Real de Aranjuez. Houve rumores que que Maria Antônia teria sido envenenada por sua sogra Maria Luísa de Parma e pelo primeiro-ministro Manuel de Godoy. A própria rainha Maria Carolina acusou publicamente Maria Luísa de ter envenenado a filha, embora não haja evidências reais de que isso tenha acontecido.
Maria Antônia foi sepultada no Mosteiro e Sítio do Escorial em El Escorial.
Seu marido se casou três vezes mais. Sua segunda esposa foi Maria Isabel de Bragança, sobrinha do rei; seu terceiro casamento foi com Maria Josefa da Saxónia, e por último, se casou com Maria Cristina de Bourbon, que lhe deu uma herdeira, a rainha Isabel II.

## Títulos, estilos e honras

### Títulos e estilos
- 14 de dezembro de 1784 - 6 de outubro de 1802: "Sua Alteza Real, a Princesa Maria Antônia de Nápoles e Sicília"
- 6 de outubro de 1802 - 21 de maio de 1806: "Sua Alteza Real, a Princesa das Astúrias, Infanta da Espanha"

### Honras
- Espanha: 108.° Dama Nobre da Ordem da Rainha Maria Luísa - .